# Gordon Chan

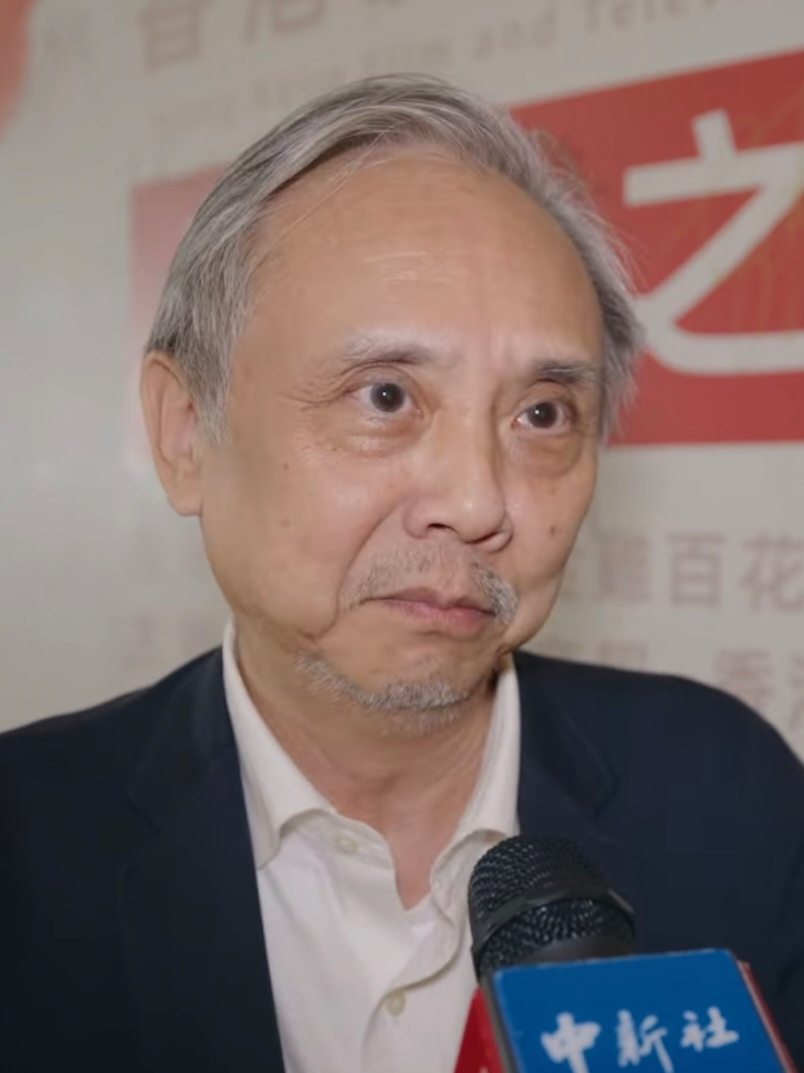
Gordon Chan (2024)

Gordon Chan Kar-Seung (chinesisch 陳嘉上 / 陈嘉上, Pinyin Chén Jiāshàng, Jyutping Can4 Gaa1soeng6, kantonesisch Chan Kar-Seung; * 30. November 1959 in Hongkong) ist ein chinesischer Filmregisseur, Drehbuchautor und Schauspieler aus Hongkong.

## Filmografie

### Regisseur
- 1985: Golden Destroyer
- 1988: Fantasia
- 1989: Armageddon (1989)
- 1990: Brief Encounter in Tokyo
- 1991: Inspektor Pink Dragon
- 1992: Royal Tramp
- 1992: Royal Tramp 2
- 1992: King of Beggars
- 2005: Kun Fu Master
- 2010: The King of Fighters
- 2012: The Four
- 2012: The Dark Meteors
- 2013: The Four II
- 2014: The Four III

### Regisseur und Drehbuchautor
- 1989: Diary of a Small Man
- 1991: Fight Back to School
- 1992: Fight Back to School 2
- 1993: Game Kids
- 1994: Long and Winding Road
- 1994: The Final Option
- 1994: Fist of Legend
- 1995: Thunderbolt
- 1996: The First of Option
- 1997: Armageddon (1997)
- 1998: Beast Cops
- 2000: Game Over - Gefährliche Spiele
- 2003: Cat and Mouse
- 2003: Das Medaillon
- 2004: A-1 Headline
- 2005: Dragons Forever
- 2006: Undercover Hidden Dragon
- 2006: Mr. 3 Minutes
- 2007: Kamata March
- 2008: Painted Skin
- 2009: Julius Caesar
- 2011: Mural

### Drehbuchautor
- 1984: Yuen fan
- 1988: The Yuppie Fantasia
- 1988: The Big Heat
- 1989: Action Hunter
- 1989: Heart of Hearts
- 1992: The Cat
- 1992: God of Gun
- 1992: She starts the fire
- 1993: Fight Back to School 3
- 1994: The Defender
- 1996: Fei hu
- 2006: The Triangle - Als Ausweg bleibt nur der Tod
- 2010: Legend of the Fist: Return of the Chen Zhen

### Schauspieler
- 1992: Twin Dragons
- 1998: Shuang fei li men

Quelle: Hong Kong Movie Database

## Auszeichnungen
- 1997: Bestes Drehbuch, Hong Kong Film Critics Society Awards, für Fei hu
- 1999: Bester Film, Hong Kong Film Awards, für Beast Cops
- 1999: Beste Regie, Hong Kong Film Awards, Beast Cops
- 1999: Bestes Drehbuch, Hong Kong Film Awards, Beast Cops
- 2005: Bestes Drehbuch, Hong Kong Film Critic Society Awards, für A-1 Headline

Quelle: IMDb